# Canevino
Canevino is een gemeente in de Italiaanse provincie Pavia (regio Lombardije) en telt 125 inwoners (31-12-2004). De oppervlakte bedraagt 4,7 km², de bevolkingsdichtheid is 33 inwoners per km².

## Demografie
Canevino telt ongeveer 62 huishoudens. Het aantal inwoners daalde in de periode 1991-2001 met 2,2% volgens cijfers uit de tienjaarlijkse volkstellingen van ISTAT.
| Jaar | Inwoneraantal |
| ---- | ------------- |
| 1991 | 134           |
| 2001 | 131           |

## Geografie
Canevino grenst aan de volgende gemeenten: Alta Val Tidone (PC), Montecalvo Versiggia, Rocca de' Giorgi, Ruino en Volpara.